# Operace Rolling Thunder
Operace Rolling Thunder byl název pro postupné a dlouhotrvající letecké bombardování Severního Vietnamu jednotkami americké 2. letecké divize (později 7. Air Force) amerického námořnictva a leteckých sil Jižního Vietnamu od 2. března 1965 do 1. listopadu 1968 během vietnamské války.

## Popis
Operace měla vytyčené čtyři cíle (které se postupně vyvíjely):
- Pozvednout upadající morálku režimu v Saigonu;
- Přimět Severní Vietnam, aby přestal podporovat povstalce v Jižním Vietnamu;
- Zničit severovietnamskou infrastrukturu, průmysl a protivzdušnou obranu;
- Zadržet vlnu partyzánů a materiální pomoc do Jižního Vietnamu.

Tyto cíle se však ukázaly být náročným úkolem: jednak pro omezení vyplývající z politiky studené války, ale i kvůli vojenské pomoci, kterou Severnímu Vietnamu poskytovaly jeho spojenci: Sovětský svaz a Čína.
Rolling Thunder se stala nejintenzivnější vzdušnou i pozemní bitvou během období studené války a je přirovnávána k bombardování nacistického Německa během druhé světové války. Díky pomoci svých spojenců dokázal Severní Vietnam vytvořit velmi účinnou kombinaci pozemní protivzdušné obrany, výborně doplňovanou jeho leteckými jednotkami. Po jedné z nejdelších kampaní v historii letectví vůbec se operace Rolling Thunder ukázala být strategickým selháním ozbrojených sil Spojených států, protože nedosáhla žádného ze svých cílů. Odvetné nálety operace Rolling Thunder spolu s pozdějšími leteckými operacemi od listopadu 1968 do dubna 1972 lze považovat za nejdelší bojovou leteckou kampaň v historii. Laos, Kambodža a Vietnam patří mezi nejintenzivněji bombardované oblasti v dějinách.

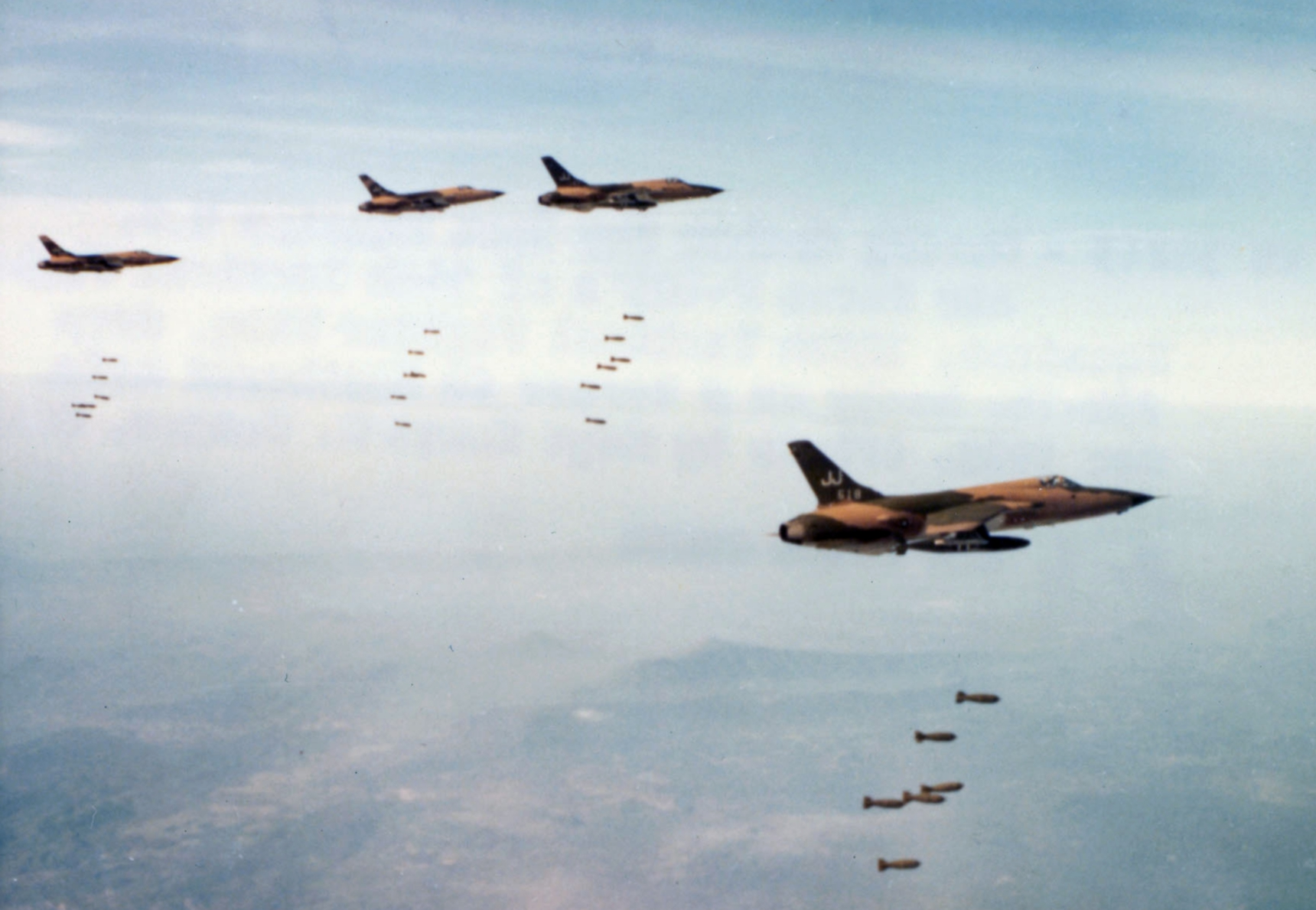
Americké stíhací bombardéry F-105D Thunderchief shazují pumy
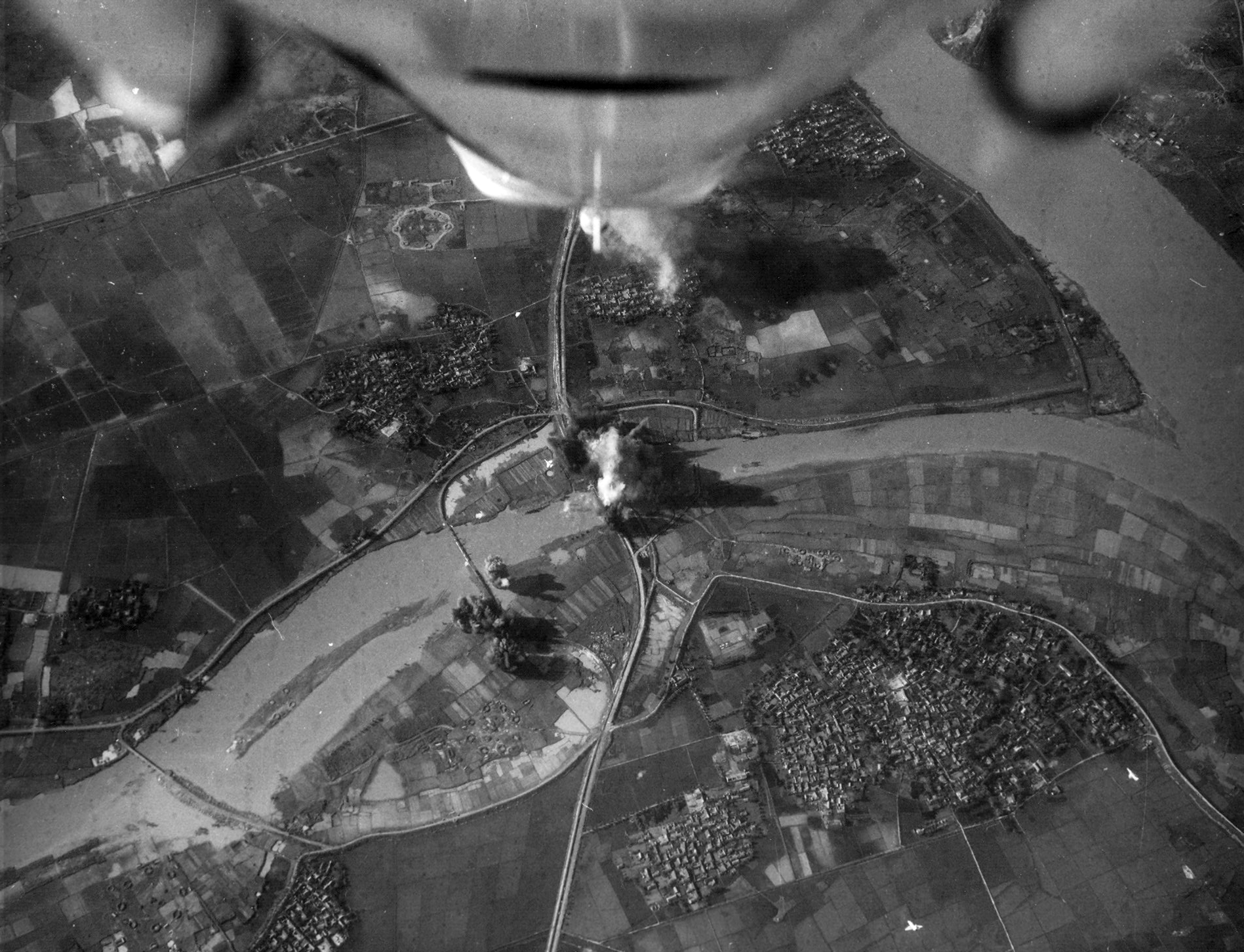
Americké útočné letouny A-4E Skyhawk útočí na severovietnamský most
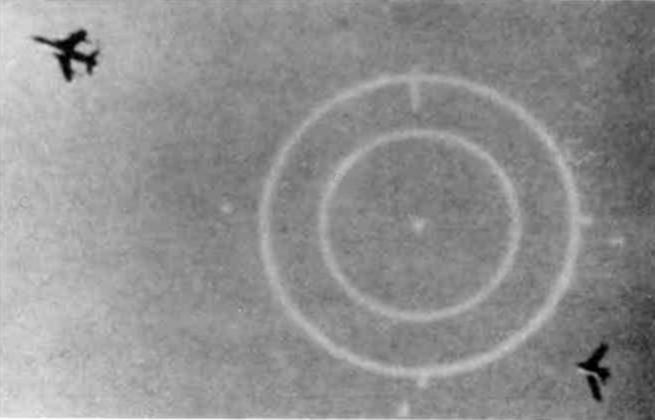
Severovietnamský stíhací letoun MiG-17 pronásleduje americký stíhací bombardér F-105 Thunderchief
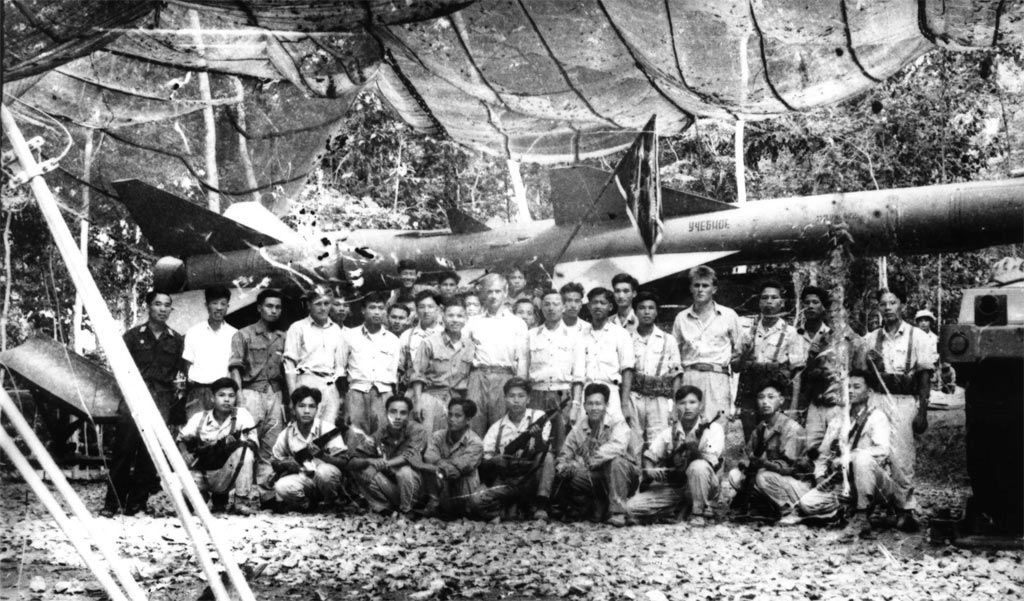
Severovietnamská střela S-75 Dvina ve výcvikovém centru